# Wirus ospy wietrznej i półpaśca
Wirus ospy wietrznej i półpaśca (varicella zoster virus, VZV), formalnie human herpesvirus 3 (ludzki herpeswirus typu 3, HHV-3) – wirus z rodziny Herpesviridae, wywołujący u ludzi ospę wietrzną (varicella) i półpasiec (zoster).

Przeczytaj ostrzeżenie dotyczące informacji medycznych i pokrewnych zamieszczonych w Wikipedii.